# Хајспајер (Пенсилванија)
Хајспајер (енгл. Highspire) град је у америчкој савезној држави Пенсилванија.

## Демографија
По попису из 2010. године број становника је 2.399, што је 321 (-11,8%) становника мање него 2000. године.
| Група             | 2000.         | 2010.         |
| Белци             | 2.291 (84,2%) | 1.829 (76,2%) |
| Афроамериканци    | 223 (8,2%)    | 260 (10,8%)   |
| Азијати           | 24 (0,9%)     | 29 (1,2%)     |
| Хиспаноамериканци | 139 (5,1%)    | 210 (8,8%)    |
| Укупно            | 2.720         | 2.399         |